# Heinz Hüsser

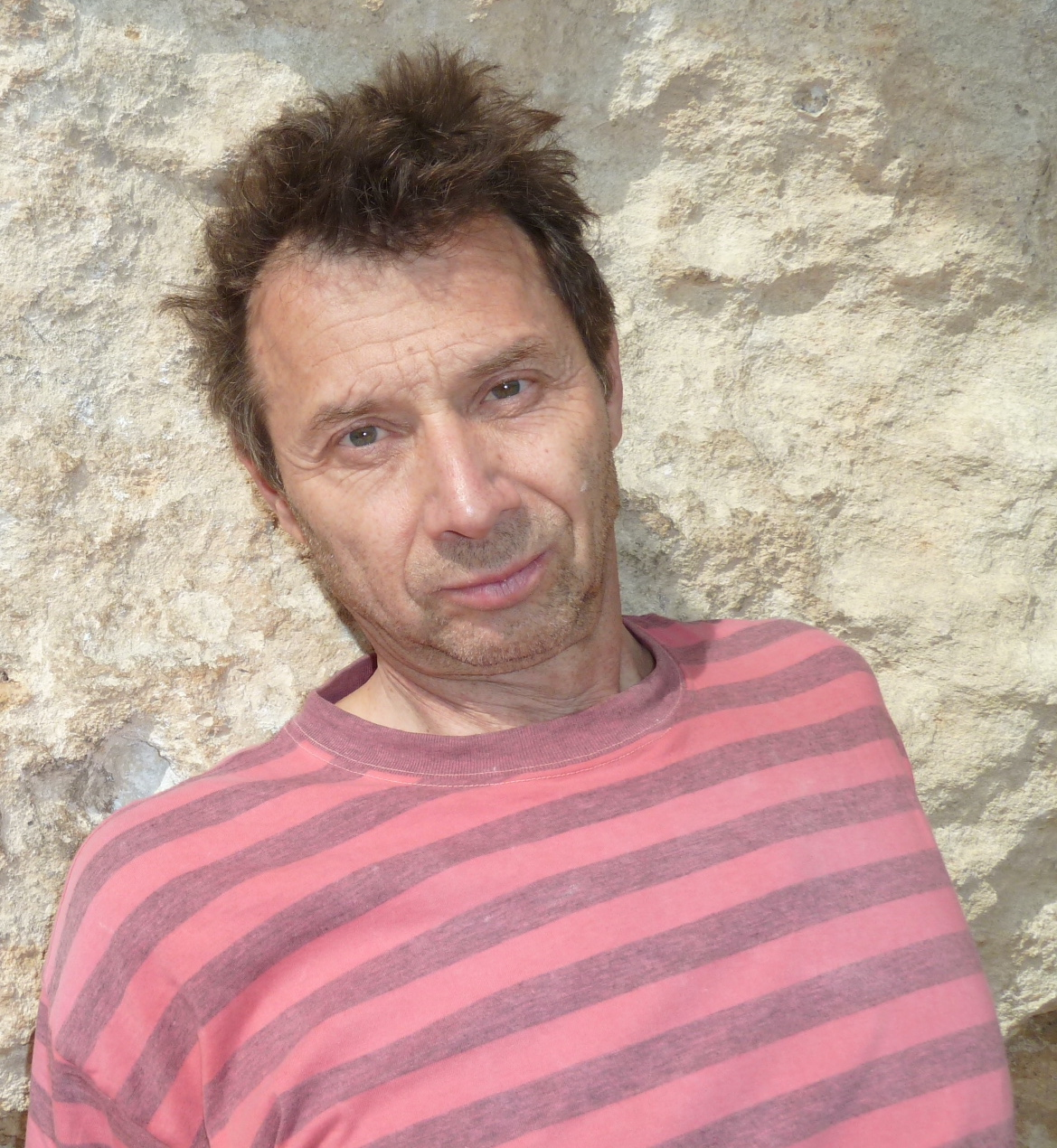
Heinz Hüsser (2014)

Heinz Hüsser (* 28. August 1955 in Zürich) ist ein Schweizer Philosoph, Jurist und Bergsteiger.

## Leben
Heinz Hüsser wuchs in Zürich als Sohn eines Postbeamten auf. Er absolvierte eine Banklehre bei der Schweizerischen Kreditanstalt und machte anschliessend die Matura an der KME.
Von 1980 bis 1988 studierte er Philosophie und Psychologie an der Universität Zürich und schloss mit einer Dissertation über das Naturverständnis im Werk des Philosophen Ludwig Feuerbach ab.
Er arbeitete als freier Publizist und Journalist, u. a. bei der Zeitschrift Computerworld und als Lehrbeauftragter an der Erwachsenenbildungsschule EB Zürich.
2009 schloss er ein Zweitstudium der Rechtswissenschaft an der Universität Zürich ab. Anschliessend arbeitete er als Wissenschaftlicher Mitarbeiter an der ZHAW und beim schulpsychologischen Beratungsdienst im Bezirk Meilen.
Als Bergsteiger und Sportkletterer gelangen ihm Routen wie die Nose am El Capitan, Supertramp im Bockmattli und Excalibur in den Wendenstöcken.

## Werke
- Natur ohne Gott. Aspekte und Probleme von Ludwig Feuerbachs Naturverständnis. Könighausen und Neumann, Würzburg 1993 (Dissertation).
- mit Emil Zopfi: Reisebilder aus der elektronischen Provinz. ITV (Institut für Verkehrsplanung und Transportsysteme ETH), Zürich 1992.
- Mauerläufer. Reportage. In: Emil Zopfi: Sanduhren im Fels. Limmat Verlag, Zürich 1994.
- Wer philosophiert lebt besser. Vom Anfang und den letzte Dingen. Orell Füssli Verlag, Zürich 2001.
- Vom Anfang und den letzte Dingen. Deutscher Taschenbuch Verlag, München 2004.

| Personendaten    | Personendaten                               |
| ---------------- | ------------------------------------------- |
| NAME             | Hüsser, Heinz                               |
| KURZBESCHREIBUNG | Schweizer Philosoph, Jurist und Bergsteiger |
| GEBURTSDATUM     | 28. August 1955                             |
| GEBURTSORT       | Zürich                                      |